# リンカーン研究所

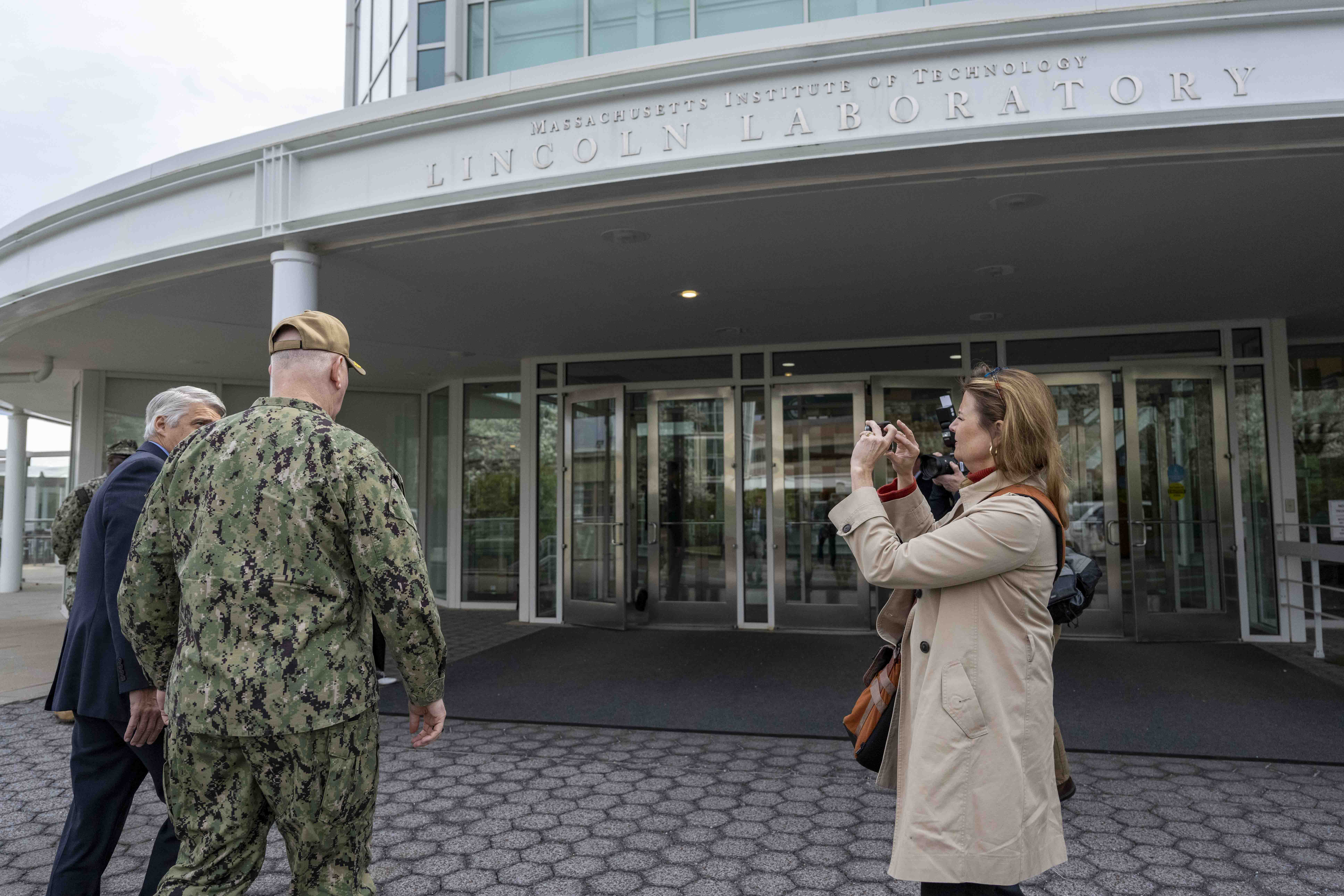
2024年

リンカーン研究所は1951年にマサチューセッツ工科大学とアメリカ国防総省の出資で設立した研究所である。レキシントンのハンスコム基地（Hanscom Field）に本部がある他、ニューメキシコ州ホワイトサンズに天文台を持つ。
空防を専門とする研究所は立てられないかと1950年にマサチューセッツ大学でチャールズ計画 (Project Charles) という名称で検討が行われ、「リンカーン計画」 (Project Lincoln) として発足した（後にリンカーン研究所と改名）。
同研究所の早期の重要な開発の成果として国内全域のレーダー網の半自動式防空管制組織 (SAGE) や北極圏のレーダー網の遠隔早期警戒線 (Distant Early Warning Line) が挙げられる。また、LINEARと呼ばれる自動観測プログラムにより、多数の彗星や小惑星を発見している。
研究所で生産した知的財産は大学が所有し、管理・産業利用のために技術ライセンス事務局 (the MIT Technology Licensing Office) が置かれている。